# Malindi SC
Le Malindi Sport Club est un club de football zanzibarien, basé à Unguja. Il a été fondé en 1942.

## Détails
Il est  à noter que ce club, qui joue maintenant dans le championnat de Zanzibar, a joué dans le championnat tanzanien jusqu'en 2004, d'où des titres remportés en Tanzanie.
Zanzibar dispose maintenant d'un championnat propre, ce qui permet au Malindi SC de prendre part aux compétitions continentales africaines.

## Palmarès
- Championnat de Zanzibar : (5)

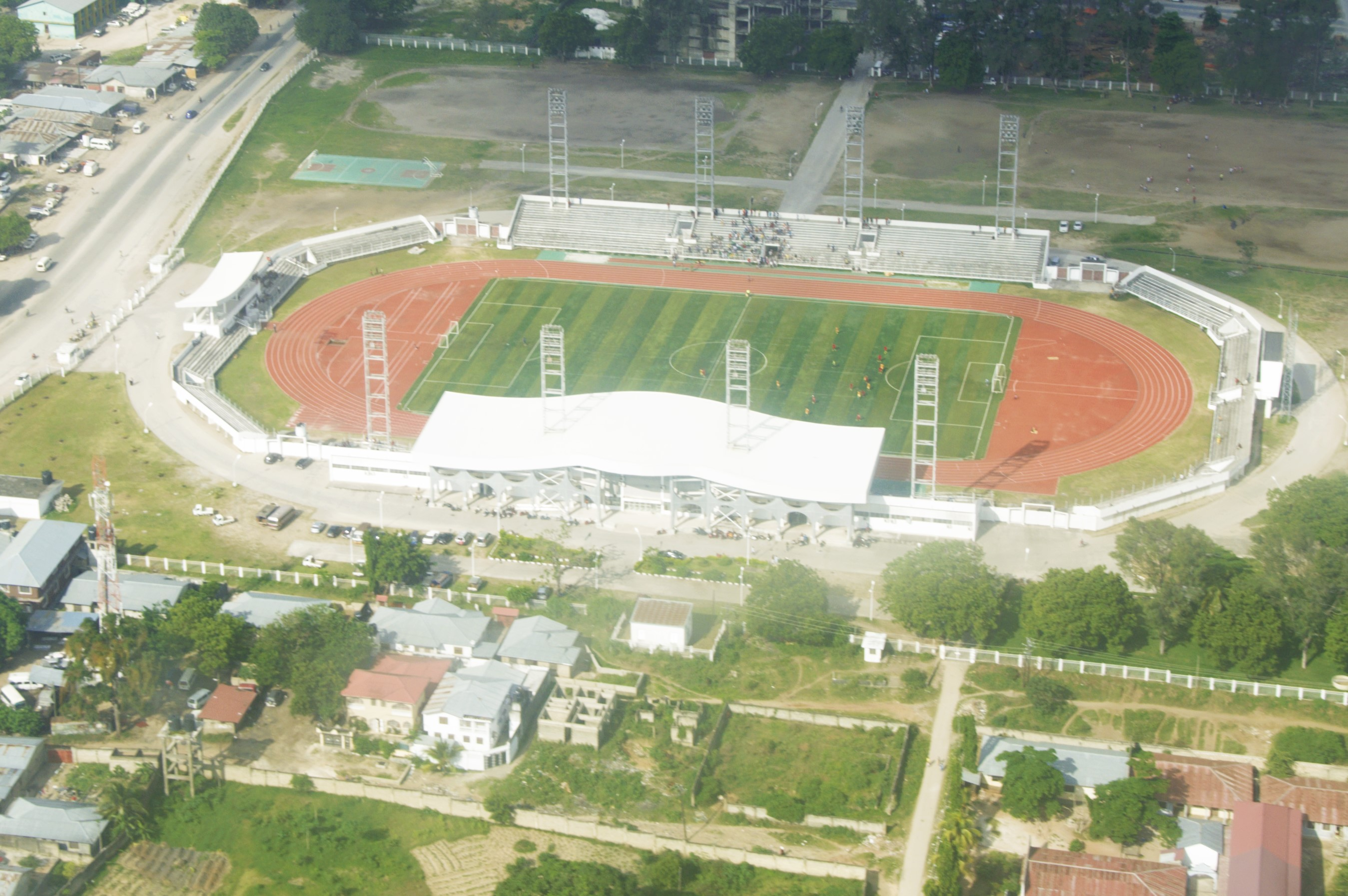
Vue aérienne de l'Amaan Stadium en 2015.

  - Champion : 1959, 1964, 1989, 1990, 1992

- Coupe de Zanzibar : (2)
  - Vainqueur : 1994, 2019

- Championnat de Tanzanie : (2)
  - Champion : 1989, 1992

- Coupe de Tanzanie : (1)
  - Vainqueur : 1993

- Mapinduzi Cup : (1)
  - Vainqueur : 2007